# 3"/50 Mark 33
76-мм артиллерийская установка Mark 33 — американская 76-мм универсальная спаренная автоматическая корабельная артиллерийская установка. Разработана на основе полуавтоматического зенитного артиллерийского орудия Mark 22 времён Второй мировой войны. Представляет собой два орудия Mark 22, установленные на одном лафете.
На основе орудия Mark 22 разработана также АУ Mark 27, модернизацией которой является АУ Mark 33, и одноствольная AУ Mark 34.

## История
К концу Второй мировой войны стало очевидно, что 20-мм автоматы «Эрликон» и 40-мм автоматы «Бофорс» обладают малой эффективностью против массовых атак с воздуха, каким были в 1944-45 годах атаки камикадзе. Орудия калибра 127 мм позволяли эффективно уничтожать атакующие самолёты, однако были слишком тяжелы и громоздки, чтобы устанавливать их в достаточном количестве. Для решения этой проблемы требовалось в срочном порядке разработать зенитную установку промежуточного калибра. Наименьший калибр орудий, способных стрелять снарядами с дистанционным взрывателем, в то время составлял 76 мм. Это были стандартные орудия Mark 22, служившие главным калибром на эскортных эсминцах и вспомогательных кораблях, строившихся в конце Второй мировой войны. Эти орудия легко модернизировались для ведения автоматического огня с помощью автоматического заряжающего устройства. Прототип новой артиллерийской установки был готов 1 сентября 1945 года.
Хотя установка не применялась во Второй мировой войне, она была широко распространена в американском флоте с конца 1940-х до 1980-х годов и находится на вооружении по сей день на кораблях американской постройки, проданных другим странам, а также на норвежских фрегатах типа «Осло». Испанская фирма Fabrica de Artilleria, Sociedad Española de Construccion Naval производила эти установки по лицензии для испанского флота.
По размерам новая сдвоенная установка соответствовала 40-мм автомату «Бофорс», хотя и была несколько тяжелее. При переоборудовании одна новая установка ставилась вместо трёх «Бофорсов».